# Tiziano Della Ratta
Tiziano Della Ratta (Sant'Agata de' Goti, 27 settembre 1978 – Maddaloni, 27 aprile 2013) è stato un militare italiano, appuntato Scelto dell'Arma dei Carabinieri, insignito di medaglia d'oro al valor militare.

## Biografia
Fu arruolato nell'Arma dei Carabinieri il 18 settembre 1998. Il successivo 10 dicembre, al termine del ciclo formativo svolto presso il Battaglione Allievi Carabinieri di Benevento, fu promosso Carabiniere Ausiliario ed assegnato al 10ºBattaglione Carabinieri "Campania" di Napoli, dove restò fino al 6 agosto 2000. Nel frattempo, ottenne la promozione a Carabiniere effettivo il 18 Settembre 1999. Successivamente, prestò servizio presso la Stazione Carabinieri di Colonna (Roma) dal 7 Agosto 2000 al 27 Gennaio 2004, conseguendo, il 18 Settembre 2003, la promozione al grado di Carabiniere Scelto. Dal 28 Gennaio 2004 all'8 Maggio 2011 prestò servizio presso il Nucleo Operativo del Comando Provinciale Carabinieri di Roma. Durante tale periodo, il 18 Settembre 2008, ottenne la promozione al grado di Appuntato. Venne poi trasferito presso la Stazione Carabinieri di San Felice a Cancello (CE), dove restò dal 9 Maggio 2011 al 18 Marzo 2012. Dal 19 Marzo 2012 prestò servizio presso l'Aliquota Operativa della Compagnia Carabinieri di Maddaloni (CE), dove operò fino al tragico 27 aprile 2013, data del suo tragico assassinio, avvenuto un giorno dopo la sua promozione ad Appuntato Scelto. Verrà insignito della Medaglia d'Oro al Valor Militare "alla memoria".

## L'assassinio
Il 27 aprile 2013, alle ore 16 circa, l'appuntato Tiziano Della Ratta ed un collega, il 38enne Domenico Trombetta di Marcianise, intervenivano per un sopralluogo nella gioielleria “Ogm”, in via Ponte Carolino a Maddaloni. Le forze dell'ordine erano state allertate dal titolare insospettito da alcune persone che la mattina si erano recate al negozio. I due militari, posizionati nel retrobottega, stavano supervisionando i filmati delle telecamere a circuito chiuso, quando fecero il loro ingresso in negozio due uomini ed una donna che, armi in pugno, intimarono alla commessa di consegnare il denaro. I due carabinieri intervennero, innescando un conflitto a fuoco con i rapinatori. Uno dei killer esplose due colpi di pistola che raggiunsero il torace del carabiniere Tiziano Della Ratta, uccidendolo. Domenico Trombetta venne raggiunto da 5 proiettili che lo ferirono ad una gamba e all'addome. Intanto, sul posto sopraggiunsero i rinforzi e la sparatoria proseguì per strada. Rimasero feriti anche due dei rapinatori, la donna Vincenza Gaglione, 30 anni, di Secondigliano, e Angelo Covato, 18 anni di Napoli. Il terzo rapinatore ed un complice che attendeva in auto fuggirono a bordo di un'auto bianca. Venne colpito di striscio anche un cliente, Francesco Anastasio, presente in gioielleria. La sua testimonianza e quella del titolare del negozio e della figlia hanno permesso agli inquirenti del Reparto Operativo dell'Arma, coordinati dalla Procura di Santa Maria Capua Vetere, di ricostruire la vicenda. L'autopsia stabilì che Della Ratta è stato ucciso da un solo colpo al cuore.

## Gli arresti
Il giorno seguente vengono fermati altri due uomini coinvolti, Rosario Esposito Nuzzo, 20 anni, di Avellino, e Giuseppe De Rosa, 22 anni, di Casoria. Nella notte tra il 29 ed il 30 aprile finiscono in manette altri tre uomini appartenenti alla banda: Antonio Iazzetta, 20 anni, Antonio Capone, 38 anni, e Paolo Brucci di 24 anni. Tutti di Acerra. Secondo la ricostruzione eseguita a partire dal filmato a disposizione degli inquirenti, a sparare sarebbero stati Covato e Iazzetta. Vengono poi fermati anche Domenico Ronga, 22 anni, di Casoria, e Antonio Mastropietro, 44 anni, di Maddaloni, considerato il basista della banda. I due avrebbero fornito le armi ma non partecipato al raid. Ronga, costituitosi al carcere di Secondigliano, era alla guida della Fiat Punto Bianca a bordo della quale erano fuggiti i killer. Il 2 maggio viene fermato il decimo uomo coinvolto, Vincenzo Della Valle, 20 anni, di Acerra, responsabile di aver messo a disposizione dei malviventi l'auto della convivente, una grande Punto sottoposta a sequestro come la Punto Bianca a bordo della quale viaggiava chi ha sparato a Tiziano. Gli inquirenti si muovono sulle tracce della terza auto, una Yaris. È dell'8 gennaio 2014 la notizia dell'arresto in Belgio dell'ultimo componente della banda responsabile del colpo alla gioielleria del 27 aprile 2013. Bruslin Djordjevic, 35 anni, di origine slava, durante la rapina era all'esterno della gioielleria in auto, con un ruolo di "palo". Subito dopo l'accaduto si erano perse le tracce dell'uomo, ricercato e poi catturato all'estero grazie al supporto del Servizio per la Cooperazione Internazionale di Polizia. Djordjevic sarà estradato e condotto inizialmente nel carcere romano di Rebibbia.

## I funerali
La salma di Tiziano Della Ratta arriva avvolta nel tricolore, nel pomeriggio del 30 aprile, nella parrocchia di San Pietro a Romagnano, a Sant'Agata de' Goti, accolta dai familiari e dalla moglie alla presenza di rappresentanti dell'arma dei Carabinieri. Il primo maggio si svolgono i funerali dell'appuntato. Circa 5 mila persone partecipano al dolore della famiglia nel Duomo di Sant' Agata dei Goti. Indetto per lo stesso giorno il lutto cittadino nella città natale di Tiziano e a Maddaloni, luogo dell'accaduto.

## Vicende successive
Il 7 maggio muore nell'ospedale di Caserta, dove era ricoverato, Angelo Covato, il 18enne responsabile della morte di Tiziano Della Ratta. I medici riferiscono che Covato muore per uno shock settico in seguito alle ferite provocate dai colpi d'arma da fuoco subiti. Il 15 maggio il decesso di Vincenza Gaglione, la donna coinvolta nella tentata rapina di Maddaloni. La donna venne colpita dai Carabinieri giunti in supporto dei colleghi. Il carabiniere Domenico Trombetta resta ricoverato all'ospedale di Caserta.

## Processo
A marzo del 2015, dal Gup del Tribunale di Santa Maria Capua Vetere vengono tutti condannati gli undici imputati dell'omicidio di Tiziano Della Ratta con pene che vanno dall'ergastolo ad un minimo di quattro anni.

## Riconoscimenti
Il Ministro della Difesa ha autorizzato l'intitolazione della caserma sede del Comando Stazione Carabinieri di Mignano Monte Lungo (CE) al nome dell'App. Sc. M.O.V.M. "alla memoria" Tiziano DELLA RATTA. Piazza Mercato a Sant'Agata dei Goti è stata intitolata alla memoria di Tiziano Della Ratta. Nel febbraio 2014 il comune di Acerra ha deciso di intitolare il largo adiacente all'incrocio tra Via Muro di Piombo e Via Gigli a Tiziano della Ratta.